# Луи Камий Маяр
Луи Камий Маяр (на френски: Louis Camille Maillard) е френски химик и лекар. Работи в сферата на бъбречните заболявания, но става известен с описанието на реакцията на Маяр през 1912 г.

## Биография
Маяр е роден на 4 февруари 1878 г. в Понт-а-Мусон, най-малкото от три деца. Получава магистърска степен от университета Нанси през 1897 г., а през 1903 г. вече е доктор по медицина. След това започва работа в химичния отдел към университета Нанси.
На 6 юни 1910 г. се жени за Жан Луиз Фезан. През 1914 г. се мести в Париж, за да започне работа като ръководител на група по биология към химическата лаборатория в Сорбоната. Участва в Първата световна война, но по това време здравето му е сериозно засегнато. След войната напуска Париж и през 1919 г. е назначен за професор по органична и медицинска химия в отдела по фармация към университета Алжир. По това време той вече не се занимава с изследователска дейност. Умира внезапно на 12 май 1936 г. в Париж.

## Научен принос
Работата му в областта на физиологията, особено по метаболизма на уреята и бъбречните заболявания, води до въвеждането на нови теории относно „урогенните несъвършенства“. Неговите методи се оказват много полезни при диагностицирането на бъбречни заболявания. През 1912 г. изследва и описва взаимодействието между аминокиселините и захарите. Поради тази причина в негова чест е кръстена реакцията на Маяр. За научните си приноси той е награждаван няколко пъти, в това число и с орден на Почетния легион през 1916 г.